# Wirnsweiler
Wirnsweiler ist ein Teilort Tafertsweilers, eine von acht Ortschaften der baden-württembergischen Gemeinde Ostrach im Landkreis Sigmaringen.

## Geographie

### Geographische Lage
Der Teilort Wirnsweiler liegt auf einer Höhe von 455 m ü. NHN, 4,8 Kilometer nordöstlich der Ortsmitte Ostrachs, zwischen Tafertsweiler im Westen, Bachhaupten im Norden und dem Waldgebiet Wagenhart im Süden.

### Gliederung
Zu Wirnsweiler gehören das Dorf Wirnsweiler und die Wüstung Birkweiler, vielleicht in der Nähe des 1086 genannten Hiltewineshus.

## Geschichte
Um 1100 und 1250 wurde das Adelsgeschlecht (ursprünglich Edelfreie?) von Werneswilare erwähnt. 1250 kauft Graf Konrad von Veringen Besitzungen in Wirnsweiler, das sogenannte „Colengut“ und „Albert Waibelsguet“ von Konrad Grämlich von Pfullendorf. Auf eine abgegangene Burg deuten wohl die Flurnamen „Birkholz“ und „Birkweiler“ hin. In der Österreich-Habsburgischen Urbar von 1303 heißt der Ort Wernswil. Des Weiteren gibt es noch die Schreibform Wirenschweiler, Wirnschweiler. und Wernzwiler.

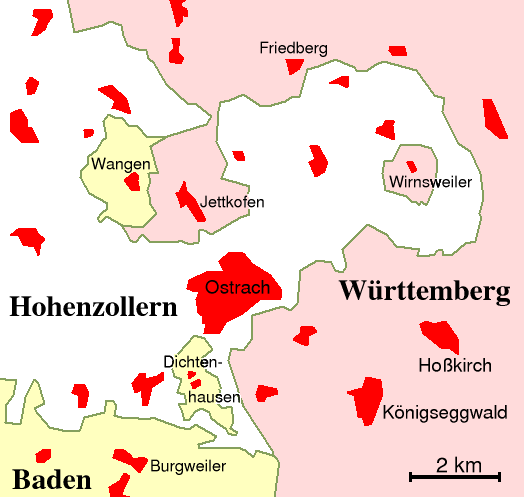
Grenzziehung zwischen Baden, Hohenzollern und Württemberg bei Ostrach

Die hohe und niedere Gerichtsbarkeit lagen bei der Grafschaft Friedberg. Durch einen Vertrag von 1708 trat die Grafschaft Forstrechte und das Grundeigentum rund um Wirnsweiler an das Stift Salmannsweiler und dessen Amt Ostrach ab, behielt jedoch die Gerichtsbarkeit über Wirnsweiler, wodurch der Ort in eine Insellage geriet. 1785 wurde die Grafschaft an die Fürsten von Thurn und Taxis verkauft. Diese erhielten durch den Reichsdeputationshauptschluss noch das Amt Ostrach hinzu – 1803 wurde das Amt Ostrach fürstlich Thurn und Taxisches Rentamt, 1806 jedoch wurde ihr Besitz aufgeteilt: Hohenzollern-Sigmaringen erhielt Ostrach, Württemberg den übrigen in Oberschwaben gelegenen Besitz. Wirnsweiler wurde so zur württembergischen Enklave in Hohenzollern.
Wirnsweiler gehörte bis zum 31. Dezember 1974 zur Gemeinde Friedberg und kam 1. Januar 1975 erst zur Stadt Saulgau. Im Zuge der Gebietsreform in Baden-Württemberg wurde der Weiler von der Stadt Saulgau getrennt und zum 1. Januar 1978 dann in die ihn umgebenden Gemeinde Ostrach umgegliedert.

## Wirtschaft und Infrastruktur

### Bürgerbus
Der Ostracher Bürgerbus ergänzt den öffentlichen Nahverkehr und verbessert unter anderem die Mobilität von Menschen mit Behinderungen. An drei Tagen in der Woche fährt der Bus nach einem festen Plan zwischen der Ostracher Ortsmitte und Tafertsweiler, Eschendorf, Bachhaupten sowie Wirnsweiler.

Der Bürgerbus wird von der Gemeinde Ostrach finanziert und vom Bürgerbus-Verein sowie ehrenamtlichen Fahrern und Helfern betrieben.